# Mauro Camoranesi
Mauro Camoranesi (Tandil, Argentína, 1976. október 4. –) argentin születésű olasz visszavonult válogatott labdarúgó.
Az olasz állampolgárságot származása (ükapja Potenza Picena településről vándorolt ki) révén kapta meg.
2014-től 2015-ig a mexikói másodosztályban szereplő Coras de Tepic edzője volt, 2016 nyártól 2017-ig az ugyanebben a bajnokságban játszó Cafetaleros de Tapachula csapatot irányítja.